# Maarten van den Hove

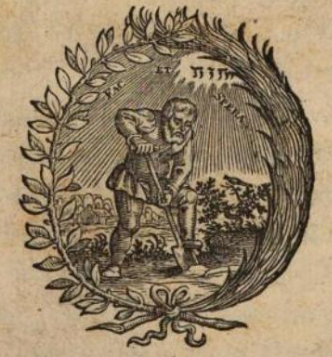
Martinus Hortensius 1631

Maarten van den Hove, latinisiert Martinus Hortensius, auch Ortensius und Martin van den Hove, (* 1605 in Delft; † 7. August 1639 in Leiden) war ein niederländischer Astronom.

## Leben
Hortensius studierte 1625 bis 1627 bei Willebrord van Roijen Snell und Isaac Beeckman an der Universität Leiden. Ab 1628 war er Assistent von Johan Philip Lansberg (auf Vermittlung von Beeckman) in Middelburg und half verschiedene von dessen astronomischen Werken zu vollenden.
Im Vorwort von ihm zur lateinischen Übersetzung einer populären Darstellung des Kopernikanischen Systems stellte er die Beobachtungen von Lansberg gegenüber Tycho Brahe heraus. Ab 1634 war er Professor für Mathematik am Athenaeum Illustre Amsterdam. Seine Antrittsvorlesung war über die Würde und Nützlichkeit der Mathematik. Er hielt auch Vorlesungen über Optik (1635) und Navigation, unterrichtete die Kopernikanische Lehre und war Mitglied einer Kommission, die mit Galileo Galilei 1638 über die Verwendung der Jupitermonde für die Längengradbestimmung verhandelte. 1639 wurde er Professor an der Universität Leiden, starb aber kurz darauf.
Er korrespondierte mit bedeutenden Wissenschaftlern seiner Zeit wie Galilei, René Descartes, Marin Mersenne, Pierre Gassendi, Christian Huygens, Wilhelm Schickard und Nicolas-Claude Fabri de Peiresc.
Er befasste sich auch mit der Ableitung der Größe von Planeten aus astronomischen Beobachtungen.
Der Mondkrater Hortensius ist nach ihm benannt.